# Grundschule Bossental
Die Grundschule Bossental ist eine Grundschule im Kasseler Stadtteil Fasanenhof, der an das Bossental angrenzt. Es handelt sich um eine zweizügige Grundschule mit rund 180 Schülern und insgesamt etwa 20 Lehrkräften (Stand 2020).

## Geschichte
Der Bau der Schule begann im September 1963. Es entstanden ein Gebäude mit vier Klassenräumen und ein Verwaltungstrakt, die durch einen Pausengang miteinander verbunden sind. Ein großer Schulhof, drei Brunnen und eine Plastik rundeten die neue Schule ab. Im April 1965 wurde die Einrichtung als Grundschule Hildebrandtstrasse als 30. Kasseler Volksschule eingeweiht. Vier weitere Klassenräume und ein Gebäude mit einem Werk- und Mehrzweckraum kamen im Rahmen des zweiten Bauabschnitts im Jahr 1970 hinzu.
Im April 1975 wurde dann als dritter Bauabschnitt ein Erweiterungsbau fertiggestellt, der laut Stadtschulamt rund 1,1 Millionen Mark gekostet hat. Der Erweiterungsbau umfasste vier Klassenräume, einen Gemeinschaftsraum, einen Lehrmittelraum sowie mehrere Nebenräume. Aufgrund sinkender Schülerzahlen bezog im Schuljahr 1979/80 eine Zweigstelle der Stadtbibliothek Kassel zwei umgebaute Klassenräume des Erweiterungsbaus.
Im Jahr 1990 erhielt die Schule zum 25-jährigen Jubiläum einen neuen Namen. Sie wurde am 14. Dezember im Beisein der langjährigen Schulleiterin Carola Siebert von Stadträtin Christine Schmarsow und Pastor Martin Dippel von der benachbarten Versöhnungskirche auf den Namen Grundschule Bossental getauft.
Im Dezember 2006 wurde die Schule zusammen mit der Kasseler Joseph-von Eichendorff-Schule vom Land Hessen als hessische Umweltschule ausgezeichnet.

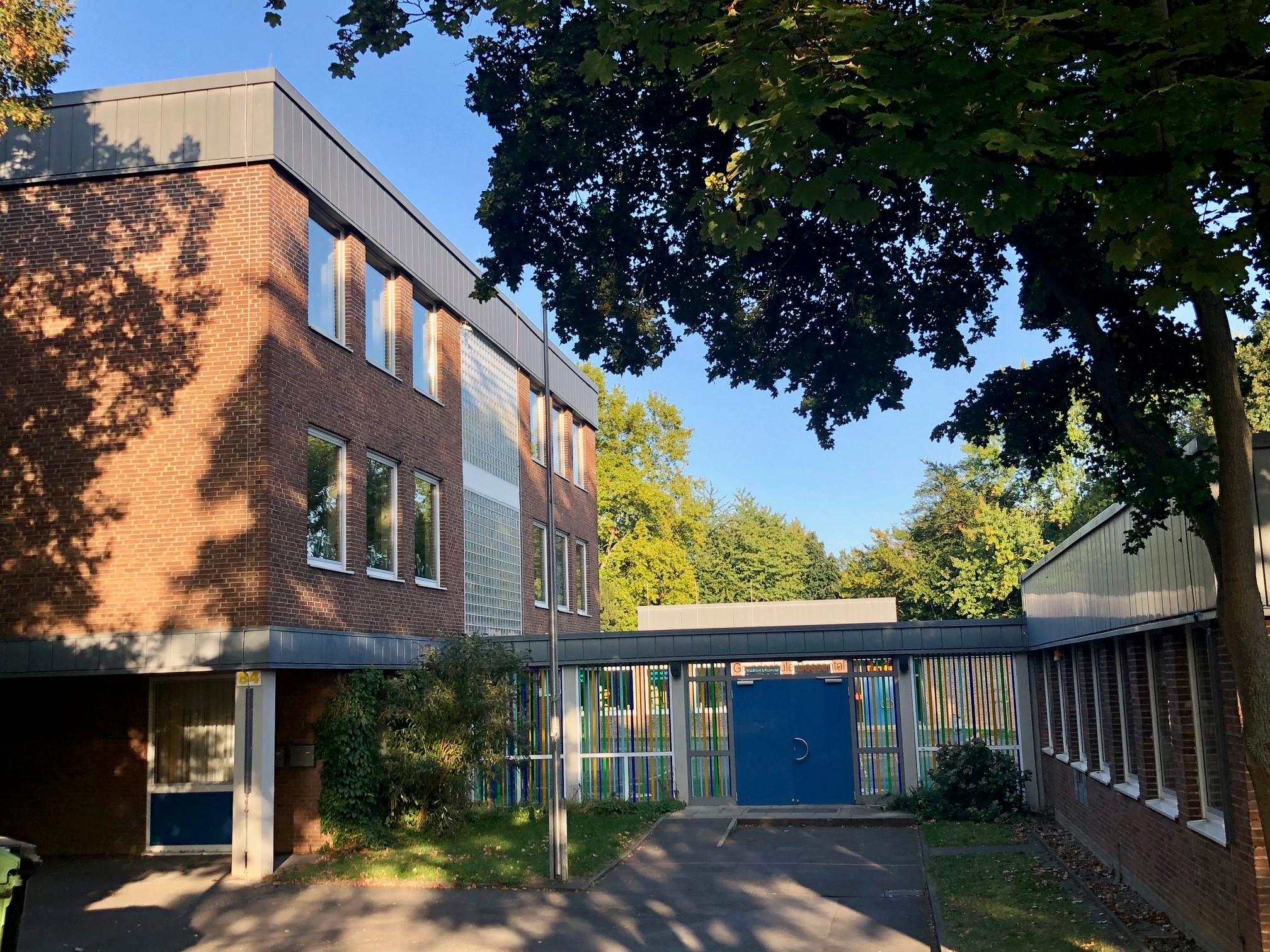
Eingang der Grundschule Bossental von der Hildebrandtstrasse aus. Aufnahme von August 2020.

## Angebote
Die Schule bietet die Klassen eins bis vier an und versteht sich als Ort des gemeinsamen Lernens. Seit November 2011 gibt es ein ganztägiges Angebot. Dabei kooperiert die Schule mit der Städtischen Kindertagesstätte Bossental unter dem Slogan «Lernen im Bossental».
Darüber hinaus arbeitet die Grundschule mit der Alexander-Schmorell-Schule für behinderte Kinder zusammen. In diesem Rahmen gibt es zwei Kooperationsklassen, die mit je einer Klasse der Alexander-Schmorell-Schule mit dem Förderschwerpunkt körperliche und motorische Entwicklung gemeinsam unterrichtet werden.
Die Grundschule Bossental gilt als Wahllokal für den Stadtteil Fasanenhof bei Bundestags-, Landtags-, Kommunal- und Europawahlen.

## Ehemalige Schüler
- Michael Rasch (* 1970), Journalist und Buchautor
- André Schubert (* 1971), Trainer Fussballbundesliga

## Förderverein
Der gemeinnützige Förderverein Grundschule Bossental e.V. wurde im Jahr 1999 ins Leben gerufen. Der Verein hilft der Schule vor allem in den Bereichen, in denen öffentliche Fördergelder schwierig zu erhalten sind. Investiert wurde bisher beispielsweise in Sitzgelegenheiten, Spielfahrzeuge, eine Rutsche mit Sandsprunggrube, einen Holzpavillon und ein Gewächshaus. Der Verein ist beim Finanzamt Kassel als gemeinnützig anerkannt und eingetragen.